# Кампус Салис, Мануэл Феррас ди
Мануэ́л Ферра́с ди Ка́мпус Са́лис (порт. Manuel Ferraz de Campos Sales; 15 февраля 1841, Кампинас, Сан-Паулу, Бразильская империя — 28 июня 1913, Сантус, Сан-Паулу, Бразилия) — бразильский государственный деятель, адвокат, четвёртый президент Бразилии (1898—1902).

## Начало карьеры
Кампус Салис окончил юридический факультет Университета Сан-Паулу в 1863 году, после чего присоединился к Либеральной партии. В 1885 году был избран в депутатом в Парламент Бразилии, где отстаивал отмену рабства, которое сам уничтожил в своём имении.
Салис принял активное участие в перевороте 1889 года, в результате которого пала Бразильская империя и была провозглашена республика. Недолгое время Салис занимал пост министра юстиции в правительстве первого президента Деодору да Фонсеки. Позднее он был сенатором, а затем губернатором родного штата Сан-Паулу, где в 1893 году усмирил восстание.

## На посту президента
В 1898 году Салис был избран президентом Бразильской республики. Его деятельность после избрания была направлена в первую очередь на реформирование финансовой системы. Для оздоровления экономики страны Салис провёл ряд финансовых реформ. В частности, были сокращены расходы на социальные нужды, увеличены налоги, отпущен уровень инфляции. Однако экономического чуда не произошло, наоборот, в стране выросла безработица, большая же часть национальной промышленности оказалась под контролем иностранного капитала.
Также при Салисе были созданы новые принципы взаимоотношений между правительством, Конгрессом и штатами, которые сохранялись ещё довольно долго после него. Салис понял: чтобы губернаторов и депутатов было проще убедить в необходимости проведения той или иной политики, их можно заинтересовать различными льготами. В результате практические в каждом штате страны сформировалась местная олигархия, а выборы в Конгресс проходили с явными нарушениями. Так, при Салисе многопартийная система в Бразилии фактически утратила своё значение.
Похоронен на кладбище Консоласан в городе Сан-Паулу.

## Память
В честь Салиса назван муниципалитет Кампус-Салис в штате Сеара.